# The Dawn of Netta
The Dawn of Netta è un cortometraggio muto del 1912 diretto da Thomas Ricketts (Tom Ricketts).

## Produzione
Il film - girato a New York - fu prodotto dalla Nestor Film Company.

## Distribuzione
Distribuito dall'Universal Film Manufacturing Company, il film - un cortometraggio di due bobine - uscì nelle sale cinematografiche USA il 24 giugno 1912.